# William Boone
William Werner Boone (né le 16 janvier 1920 à Cincinnati et mort le 14 septembre 1983 à Urbana (Illinois)) est un mathématicien américain.

## Carrière
Il obtient un B.A. à l'université de Cincinnati en 1945, puis commence des études graduées à l'université de Princeton. Il est instructeur à l'université, puis à Rutgers avant d'être professeur assistant à l'université catholique d'Amérique à Washington en 1950. 
Il soutient sa thèse en 1952 sous la supervision d'Alonzo Church à l'université de Princeton. Il passe les années 1954-1956 à Princeton sur une bourse Fulbright. Il était ami de Kurt Gödel à l'Institute for Advanced Study. Il  voyage ensuite en Europe avec une bourse Guggenheim. À partir de 1958, Boone travaille à l'université de l'Illinois à Urbana-Champaign d'abord comme professeur associé, puis comme professeur titulaire depuis 1960.  

## Contributions
Piotr Novikov a montré en 1955 l'existence d'un groupe finiment présenté pour lequel le problème du mot est indecidable. Un preuve différente a été obtenue par  Boone en 1958.

## Publications (sélection)
- William W. Boone, « Decision problems about algebraic and logical systems as a whole and recursively enumerable degrees of unsolvability », dans Contributions to Mathematical Logic (Colloquium, Hannover, 1966), North-Holland, 1968 (MR 0237617), p. 13-33
- William W. Boone, F. B. Cannonito et Roger C. Lyndon (éditeurs), Word Problems : Decision Problem in Group Theory, North-Holland, 1973.
- William W. Boone et G. Higman, « An algebraic characterization of the solvability of the word problem », J. Austral. Math. Soc., vol. 18,‎ 1974, p. 41-53.
- William W. Boone et H. Rogers Jr., « On a problem of J. H. C. Whitehead and a problem of Alonzo Church », Math. Scand., vol. 19,‎ 1966, p. 185-192.